# Sardocyrnia fortunaria
Sardocyrnia fortunaria is een vlinder uit de familie spanners (Geometridae). De wetenschappelijke naam is voor het eerst geldig gepubliceerd in 1905 door Vazquez.
De soort komt voor in Europa.